# Infuzja afektu
Infuzja afektu – pojęcie związane z wpływem nastroju na społeczne oceny, decyzje i zachowanie. Ogólnie rzecz ujmując jest to proces, podczas którego informacja nacechowana emocjonalnie zostaje przyjęta przez system poznawczy człowieka, wywierając  tym samym wpływ na procesy spostrzegania, myślenia i oceniania, w konsekwencji zmieniając zachowanie w kierunku zgodnym z pojawiającą się emocją.

## Twórca pojęcia
Pojęcie infuzji afektu zostało zaczerpnięte z koncepcji australijskiego psychologa Josepha Forgasa. Głównym polem jego badań jest psychologia społeczna, a konkretnie wpływ różnorakich stanów afektywnych na poznanie, oceny i zachowanie człowieka w relacjach interpersonalnych. 

## Model Infuzji Afektu
Model Infuzji Afektu (ang. Affect Infusion Model) jest strukturą składającą się z wielu procesów, poprzez które można wyjaśnić różnoraki wpływ nastroju na funkcjonowanie społeczne człowieka. Wedle tego modelu nastrój wpływa zarówno na to, co ludzie myślą – efekt informacyjny, jak również na to, jak ludzie myślą – efekt przetwarzania. AIM można również określić jako pewien model poznania społecznego, który opiera się na założeniu, iż w momencie rozwiązywania jakiegoś problemu czy też podejmowania decyzji, ludzie stają w obliczu wyboru określonej strategii przetwarzania napływających informacji. Zgodnie z AIM zarówno cechy kontekstu, jak i cechy sytuacji implikują rodzaj wybranej strategii, a innymi słowy decydują one o rodzaju wpływu nastroju na oceny i działania.

## Cztery strategie przetwarzania
W modelu AIM możemy wyróżnić cztery strategie przetwarzania. Pierwsza z nich to strategia bezpośredniego dostępu. Jest ona najprostszym sposobem dokonania oceny i podjęcia decyzji poprzez odwołanie się do pamięci i wybór jednej z najbardziej narzucających się odpowiedzi. Typowym obrazem takiego zachowania jest uleganie stereotypom, będące wyrazem minimalizacji wysiłku poznawczego. Dotyczy to szczególnie sytuacji dobrze nam znanych i powtarzających się, co do których mamy już gotowe oceny. Jak pokazują badania, w zasadzie nie ma tu miejsca na pojawienie się infuzji afektu z uwagi na brak motywacyjnych sygnałów do szczegółowego przetwarzania.
Drugą strategią, gdzie infuzja afektu jest mało prawdopodobna, to strategia przetwarzania zmotywowanego. W tym wypadku pojawia się jednak swoista motywacja do wydania takiej, a nie innej oceny poznawczej. Przetwarzanie informacji, które zachodzi w tym wypadku, można określić jako mocno ukierunkowane i wysoce selektywne. Dzieje się tak z uwagi na to, iż jednostce zależy na danym wyniku, tak jak w przypadku zachowań afiliacyjnych. 
Kolejną strategią jest heurystyczna strategia przetwarzania informacji. Pojawia się ona wówczas, gdy jednostka nie dysponuje gotowym repertuarem ocen czy rozwiązań danego problemu. Brak jest tu również ukierunkowanej motywacji. Jedyne, co staje się ważne, to wybór jakiejś heurystyki kosztem jak najmniejszego wysiłku poznawczego. Jeżeli więc dany przedmiot nie wymaga większego zaangażowania, a do tego jest on dobrze znany, człowiek skłonny jest dokonać oceny na podstawie narzucających się skojarzeń lub nastroju. Wobec powyższego istnieją duże szanse na pojawienie się infuzji afektu.
Ostatnia to strategia przetwarzania rzeczowego. Jest ona najbardziej złożona jeżeli chodzi o zachodzące w jednostce procesy poznawcze. Można ją porównać do pamięci długotrwałej, gdzie nowy materiał aby zostać wykorzystanym w przyszłości, musi zostać spostrzeżony, zinterpretowany, a następnie powiązany z dotychczasowymi strukturami. Przetwarzanie rzeczowe zachodzi z reguły wówczas, gdy przedmiot oceny jest nietypowy i złożony, a sytuacja wymaga od jednostki właściwego zinterpretowania sytuacji. Ważne jest jednak, iż strategia ta jest stosowana, gdy prostsze strategie nie dają rezultatu. Pojawia się tutaj zjawisko infuzji afektu, zachodzące w wyniku torowania afektywnego, a więc procesu w którym chwilowy nastrój może stać się bodźcem torującym dla interpretacji, jaką stosuje jednostka.